# Owen Gingerich
Owen Jay Gingerich (Washington, Iowa, 24 de marzo de 1930 -28 de mayo de 2023) fue un profesor e investigador estadounidense de astronomía y de Historia de la ciencia y de la Tecnología de la Universidad de Harvard, y astrónomo emérito en el Smithsonian Astrophysical Observatory. Además de su labor docente e investigadora, escribió numerosos libros sobre Historia de la astronomía.
Fue también miembro de la Academia Estadounidense de las Artes y las Ciencias, de la American Philosophical Society y de la International Academy of the History of Science. Fue miembro además de la American Scientific Affiliation, una sociedad de científicos evangélicos, y miembro de la Junta de Fideicomisarios de la Templeton Foundation.

## Primeros años
Gingerich nació en una familia menonita en el condado de Washington, Iowa, pero creció en las llanuras de Kansas, donde llegó a interesarse por la astronomía; su padre, Melvin Gingerich, enseñaba entonces en el Bethel College en North Newton. Entre 1941 y 1947 Melvin enseñó en el Goshen College en Indiana, donde Owen asistió a clases y aprobó allí exitosamente su primer año, sin haberse graduado de secundaria y luego completó sus estudios universitarios en Harvard. La secundaria de Newton le otorgó el título honorario de bachiller en 2004.

## Carrera y contribuciones
Owen fue llevado finalmente a enseñar astronomía a Harvard, donde sus conferencias llamaron la atención por los dispositivos que usaba como ayudas didácticas. Usó por ejemplo un extintor de incendios para ilustrar la tercera ley de Newton del movimiento y se vistió a la manera de un profesor del siglo XVI.
Asociado con el Instituto Smithsoniano encabezó el comité de la Unión Astronómica Internacional UAI, para la definición de planeta, que trabajó considerando nuevos descubrimientos como el de Eris. Los siete miembros del comité exigieron dos condiciones para clasificar un objeto como planeta: tener el suficiente tamaño para mantener el equilibrio hidrostático y estar en órbita alrededor de una estrella. Así sostuvieron la caracterización de Plutón como planeta. Varios astrónomos discreparon y la UAI acogió una definición que exige además que el objeto tenga "limpio el vecindario", especialmente que no se mantengan otros objetos medibles en su órbita. Esta definición no fue satisfactoria para Gingerich.
Se destacó también por sus estudios sobre historia de la astronomía. Se le considera una autoridad en la investigación sobre la vida y trabajos de Johannes Kepler y Nicolás Copérnico, especialmente en lo que se refiere al libro de este, De revolutionibus orbium coelestium, que estudió en ediciones antiguas, restaurando los textos originales y precisando cómo y dónde fue censurado, investigación por la que le fue conferida la "Orden del Mérito" de Polonia. Culminó además una detallada investigación sobre Charles Messier y su obra.

## Ciencia y religión
Gingerich expuso varias veces sus opiniones sobre la interrelación entre ciencia y fe. Considera que la concepción del diseño inteligente del universo ha sido abordada con inmensa incomprensión, tanto por sus defensores como por sus detractores. Por una parte se piensa que esta concepción se limita a la de una creación reciente de la Tierra y por otra parte se contrapone el concepto de creación al esfuerzo científico por comprender la naturaleza y complejidad del cosmos.
Consideró que aunque el diseño inteligente es una idea filosóficamente interesante, no se puede contraponer a la explicación científica de la evolución de las especies. Si se cree en Dios, no se puede considerar que su inteligencia sea con "i" minúscula, sino mayúscula "I", una superinteligencia, que puede servirse del proceso evolutivo y de procesos muy complejos para lograr sus objetivos. Gingerich concibe entonces una evolución teísta. 
Criticado por quienes defienden una interpretación literal de la Biblia, ha dicho que los relatos bíblicos tienen como objetivo mostrarnos quién fue el Creador y no detallar cómo fue realizada la creación, lo cual corresponde a la investigación científica.

## Condecoraciones y distinciones
En 2010 recibió el premio Convallaria Copernicana de la Universidad Nicolás Copérnico de Toruń.

## Selección de obras
- Gingerich, Owen. An Annotated Census of Copernicus' De Revolutionibus (Nuremberg, 1543 and Basel, 1566) (en inglés). Brill. ISBN 9789004114661.[12][13]
- Gingerich, Owen. The Book Nobody Read: Chasing the Revolutions of Nicolaus Copernicus (en inglés). Bloomsbury Publishing USA. ISBN 9780802718129.[14]
- Gingerich, Owen; Westman, Robert S. (1988). The Wittich Connection: Conflict and Priority in Late Sixteenth-century Cosmology (en inglés). American Philosophical Society. ISBN 9780871697875.
- Caspar, Max; Hellman, Clarisse Doris; Gingerich, Owen (1993). Kepler. Courier Corporation. ISBN 9780486676050.
- Gingerich, Owen (1992). The Great Copernicus Chase and Other Adventures in Astronomical History. Cambridge University Press. ISBN 0-521-32688-5.
- Gingerich, Owen (2006). God's Universe. Harvard University Press. ISBN 978-0-674-02370-3.
- Gingerich, Owen; MacLachlan, James H. (2005). Nicolaus Copernicus: making the Earth a planet. Oxford University Press US. ISBN 9780195161731.
- Gingerich, Owen (2010). The General History of Astronomy: Volume 4, Astrophysics and Twentieth-Century Astronomy to 1950: (en inglés). Cambridge University Press. ISBN 9780521135429.[15][16]
- Dufay, Jean (2012). Introduction to Astrophysics: The Stars (Gingerich, Owen, trad.). Courier Corporation. ISBN 9780486607719.
- Gingerich, Owen (2014). God's Planet (en inglés). Harvard University Press. ISBN 9780674417106.[17][18]
- Gingerich, Owen (2016). Copernicus: a Very Short Introduction (en inglés). Oxford University Press. ISBN 9780199330966.

### General
- Su página web en Harvard
- Video-entrevista con el Dr. Gingerich por Robert Wright para meaningoflife.tv
- Video-entrevista con el Dr. Gingerich sobre diversas "cuestiones cósmicas"

### Ensayos de Gingerich
- Is the Cosmos All There Is?
- "Is There a Role for Natural Theology Today?" (Abridged reprint from Science and Theology: Questions at the Interface, edited by Murray Rae, Hilary Regan, and John Stenhouse (T & T Clarke, Edinburgh, 1994), pp. 29-48)
- "Taking the ID debate out of pundits’ playbooks". Science & Theology News. Nov. 8, 2005.
- "Islamic astronomy". Scientific American, April 1986 v 254. p74
- "The best of times, the worst of times" A Millennium Advent Sermon, Dec. 5, 1999

- Datos: Q1202177